# Still Alive (エレン・マクレインの曲)
『Still Alive』は、2007年のコンピュータゲーム『Portal』のエンドクレジットで流れる歌（エンディングテーマ）である。
ジョナサン・コールトンが作曲した本楽曲は、『Portal』に登場する人工知能GLaDOSの役を演じるエレン・マクレインが歌っている。
Valve Corporation側の開発者2人とコールトンの話し合いの中で生まれた楽曲であり、Valve Corporationの『ハーフライフ』シリーズのファンだったコールトンはこの提案を受け入れた。
本楽曲は、GLaDOSが主人公Chellによって倒された後に表示されるコンピュータ画面を模したエンドクレジットの場面で流されており、歌詞の内容は倒されたはずのGLaDOSが「まだ生きている」が、すべてに対して怒りを抱いていないことを示している。
本楽曲は、そのユーモアと演奏の完成度の高さから評価が高く、2009年に日本で開かれたゲーム音楽専門のコンサートPRESS START -Symphony of Games-など様々なイベントで演奏されてきたほか、2008年4月1日には、音楽ゲーム『Rock Band』の無料ダウンロードコンテンツとして配信された。
2007年12月21日に発売されたサウンドトラックThe Orange Box Soundtrackは、このサウンドトラックオリジナルのバージョンであり、ゲーム本編で使用されているものとは異なる。
また、コールトンが2011年に発表したアルバムArtificial Heartには、ティーガン&サラのサラ・クインがヴォーカルを務めたバージョンが収録された。
2011年に発売された『Portal』の続編『Portal 2』の主題歌 "Want You Gone"および、『Portal』の世界や登場人物が登場する Lego Dimensionsの主題歌"You Wouldn't Know"は、本楽曲と同じタッグによる作品である。

## 内容・背景
ジョナサン・コールトンが作曲した本楽曲は、『Portal』に登場する人工知能GLaDOSの役を演じるエレン・マクレインが歌っている。GLaDOSは物語の舞台となる Aperture Science Enrichment Centerが開発した人工知能という設定であり、主人公ChellをAperture Science Enrichment Center内の危険な場所に誘導し、最終的にはChellとの直接対決の末に倒されるという役回りである。ゲームのエンドクレジット内で流れる本楽曲の歌詞の内容は外の世界へと解放されたChellとthe Aperture Science Handheld Portal Deviceによってめちゃくちゃにされたにもかかわらず、自らを倒したChellに対して「まったく怒りを抱いていない」（"not even angry"）こと、テストルームから見たChellの動向は「大きな収穫」だったということをGLaDOSの視点から歌ったものであり、エンドクレジット後にGLaDOSがまだ生きていることを示唆する映像が流れる。また、歌詞の内容は『ハーフライフ』シリーズに出てくるコンバインが地球を侵略したことについても言及している。本楽曲のサンババージョンはゲーム内のラジオでも聞くことができる。

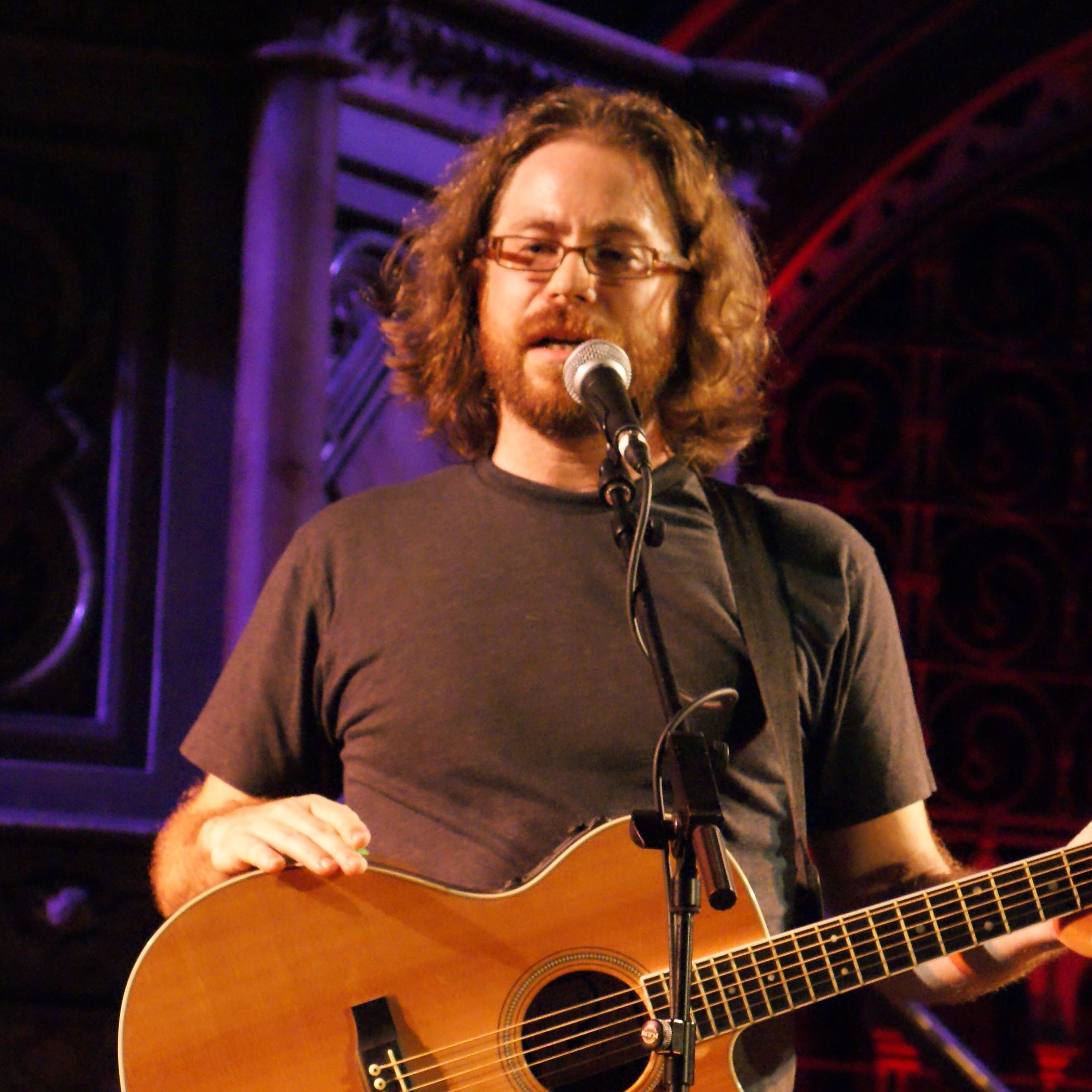
本楽曲の作曲者であるジョナサン・コールトン。

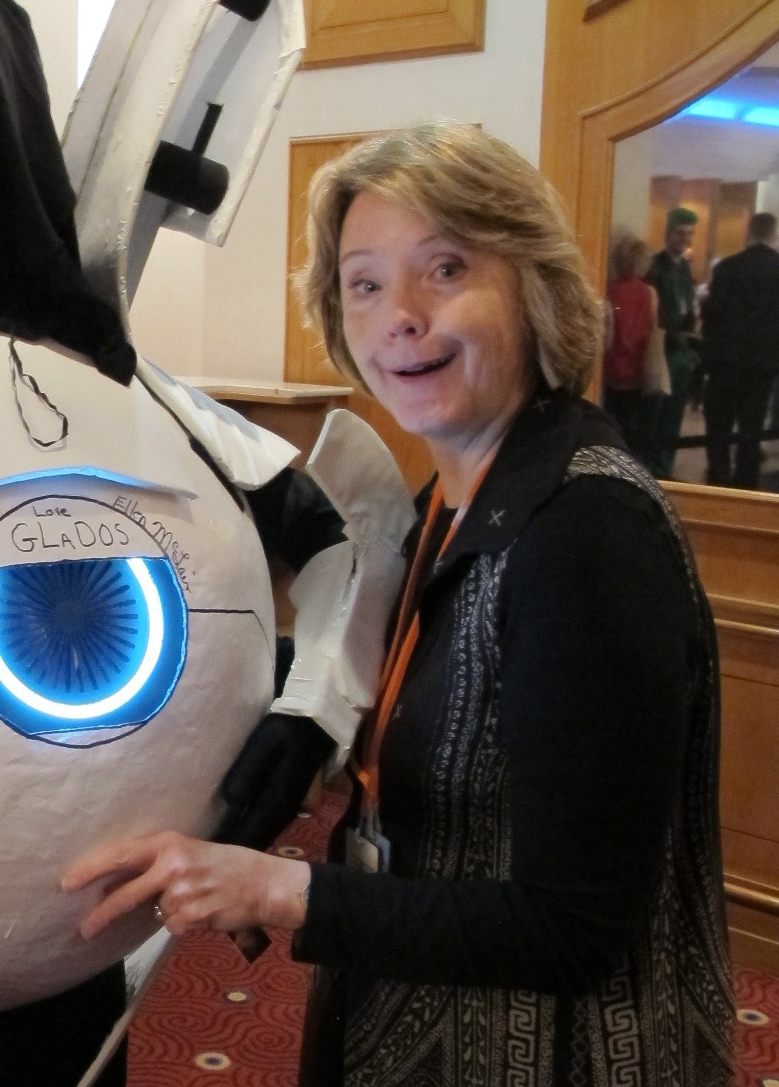
GLaDOS役のエレン・マクレイン

作曲者であるコールトンは、 Valve Corporationの関係者2人とともにワシントン州シアトルで開かれたコンサートに出かけた後、 Valve Corporationの仕事にかかわった。2人はValveの作品のために曲を作ってくれないかとコールトンに頼み、『ハーフライフ』のファンだった彼は快諾した。
話し合いの末、3人は『Portal』の開発に携わることにした。The Orange Boxの発売日から2～3か月ほど前にValveのライターがGLaDOSのバックストーリーや『Portal』に関する設定を作成していたため、コールトンはそれを基に歌詞を執筆した。
楽曲の作成には6週間が費やされた。ゲームをGLaDOSの歌で締めくくるという構成についてコールトンは、映画で物語を伝える手法は確立しているが、ゲームの中でどうすれば物語を伝えることができるかは模索が続いているという認識を示し、ゲームと歌の融合はそうした試みの一つだ、と説明している。コールトンはゲームを通じてGLaDOSを理解したプレーヤーなら、締めくくりの歌は自然に感じられるだろう、と述べている。コールトン自身もゲームを進めるうちに、GLaDOSの声が頭から離れなくなったという。
また、本楽曲はGLaDOSが『Portal』の物語が終わった後も生きていることを示唆している。
『Portal』の開発スタッフの一人であるキム・スウィフトはプレイヤーが幸せな気持ちのままゲームを終えることができるようにするため、エンドクレジットの間に本楽曲を流すかどうか選択制にしたと話している。
歌唱者であるマクレインは、コールトンはこの歌を通じてGLaDOSの特徴をよくつかんでいると感じていた。

## 反響
Youtubeといったユーザー中心のコンテンツにおいて、たびたび本楽曲のカバーやリミックスが投稿された。

コールトンは『Portal』が発売され曲が公表されると、作曲者のコールトンもにわかに注目を集めるようになったと語っている。

### 評価
IGNの編集者であるライアン・ゲデス（Ryan Geddes）は、本楽曲について、ゲームのエンディングテーマの中で最高のものだと評価している。
The Art of Videogamesの著者・Grant Tavinorは、本楽曲を聴いていてヒステリックな気持ちになったものの、芸術的な完成度の高さを感じたと述べている。
1UP.comのアリス・リャン（Alice Liang）は、本楽曲について「キャッチーかつチャーミングな上に、驚かせるようなところもあり、そしてユーモラスなまでにほろ苦い」と評価している。
『Portal 2』の発売直前に寄せた記事の中でフォーブスのDavid Ewartは、「驚かせるようなところがあり、ゆかいでキャッチーで忘れられないもの」と評価し、冒頭の"This was a triumph" というフレーズについては、「現代のシボレス」と評した 。
Game InformerのKyle Hilliard は、本楽曲について、ビデオゲーム史上におけるあっと言わせるような名曲の一つとなったと評価した。

### 受賞歴
2008年、本楽曲は Game Audio Network Guild の "Best Original Vocal - Pop Song" 賞を受賞した 。

## イベント等での歌唱
2008年のペニー・アーケード・エキスポでは、フェリシア・デイが歌唱したバージョンが披露された。この時の演奏はコールトンが行っており、彼は「聞いたものの頭がパンクするかもしれない」と披露した理由について述べている 。
2009年には、日本で開かれたゲーム音楽専門のコンサート『PRESS START -Symphony of Games-』で、東京フィルハーモニー交響楽団によって演奏された。『PRESS START』において日本国外のゲームの楽曲が演奏されるのは本楽曲が初めてであり、ファイナルファンタジーシリーズの脚本に携わったことで知られる野島一成によって和訳されたバージョンが演奏された。また、演奏にあたり、ゲームデザイナーの桜井政博が作品を紹介するために『Portal』をプレイした。
エレン・マクレインはシカゴで開かれたAnime Midwestの初日にて本楽曲を披露した。

## 収録アルバム
Steamで配信されているサウンドトラックThe Orange Box Original Soundtrackには、ゲームで使われたバージョンと、コールトン本人がリミックス・歌唱したバージョンの両方が収録されている。
また、コールトンのアルバムArtifical Heartにはサラ・クインが歌うバージョンが収録されている。

## 『Portal』本編以外での使用
本楽曲はコールトンが作曲した "Re: Your Brains" とともに『Left 4 Dead 2』内の3つのキャンペーンに登場するジュークボックスで聴くことができる。
PortalのMODの一つである"Portal Prelude"では、ゲーム内のラジオで本楽曲を聴くことができるが、GLaDOS本人が歌ったバージョンは収録されていない。
Valveのウェブサイトwww.aperturescience.comでは、本楽曲のクリスマスバージョンが使われており、サンタ帽をかぶったコンパニオンキューブの映像が流れた後"HAPPY [HOLIDAY NAME HERE]"というメッセージが表示される仕組みとなっている。
本楽曲はXbox Live Arcade用ゲームChimeにも追加ステージとして収録されている。

### Rock Band
本楽曲は、『ロックバンド』、Rock Band 2をはじめとするロックバンドシリーズにDLCとして配信されており、シリーズの購入者はXbox 360、WiiおよびPlayStation 3向けのDLCを無料でダウンロードできる。
このうち、Rock Band Unpluggedには当初有料DLCとして配信されていたが、ユーザーからの要望を受け無料DLCに変更され、すでに購入したユーザーからの返金にも応じた
Rock Bandのコンテンツパックがハッキングされた際、本楽曲が収録予定リストに含まれていたことが判明し 、演奏にはコールトンら3人がかかわることが明らかとなった。
なお、"Artificial Heart"に収録されているバージョンも、Rock Band Networkに収録されている。